# Ante Žanetić
Ante Žanetić est un footballeur croate, international yougoslave, né le 18 novembre 1936 à Blato, sur l’île de Korčula et mort le 18 décembre 2014  à Wollongong, Nouvelle-Galles du Sud (Australie).

## Biographie
En tant que milieu de terrain, il fut international yougoslave à 15 reprises (1959-1960) pour 2 buts.
Avant d’être international yougoslave, il fut international croate lors d'un match en 1956, contre l’Indonésie, bien que la Croatie ne fût pas indépendante à cette date.
Il participa à l’Euro 1960. Il fut titulaire en demi-finale, contre la France et inscrit un but à la 55e minute, match gagné 5 buts à 4 sur les français. Il fut titulaire en finale, mais il n’inscrit pas de but et de plus, il perd la finale 2 buts à 1 après prolongations contre l’URSS. Il est vice-champion d’Europe en 1960.
Il participa aux Jeux olympiques de 1960. Il fut titulaire dans tous les matchs (Égypte, Turquie, Bulgarie, Italie et Danemark). Il fut champion olympique.
Il joua dans deux clubs yougoslaves (NK GOŠK Dubrovnik et HNK Hajduk Split) et deux clubs belges (FC Bruges et Racing White). Il remporta aussi le titre en D2 belge en 1965. 
En 1961, alors que le Hajduk Split fait une tournée en RFA, il décide de quitter le régime communiste en Yougoslavie pour des raisons politiques pour la Belgique. Après sa carrière en Belgique, il émigra en Australie en 1967.

## Palmarès
- Jeux olympiques
  - Médaille d’or en 1960
- Championnat d'Europe de football
  - Finaliste en 1960
- Championnat de Belgique de football D2
  - Champion en 1965